# Hugo Ricardo Talavera
Hugo Ricardo Talavera   (Asunción, 31 d'octubre de 1949) fou un futbolista paraguaià de la dècada de 1970.
Fou 11 cops internacional amb la selecció del Paraguai, amb la que guanyà la Copa Amèrica de 1979. Pel que fa a clubs, defensà els colors de Nacional, Club Guaraní, Cerro Porteño, Olimpia, i Newell's Old Boys.